# Assist (ishockey)

Animering som visar hur den blå spelaren till höger får en assist när han passar sin lagkamrat som gör mål.

Assist i ishockey registreras för de spelare (högst två) som senast passade pucken till målgöraren, utan att motståndarlaget fått kontroll däremellan. Assist är en del av poängsystemet i ishockey, där varje assist räknas som ett poäng i poängligan, precis som ett mål.

## Definition och regler
Enligt internationella och nationella regelverk, inklusive NHL, kan högst två assist tilldelas per mål. Den sista spelaren som passade pucken till målskytten får den primära assisten, medan spelaren innan dess får den sekundära assisten. Om en motståndare får kontroll över pucken mellan passningarna, bryts assistkedjan och inga assist tilldelas för tidigare passningar.
I svensk och finländsk ishockey gäller samma principer som i NHL; högst två assist tilldelas per mål, och assisten måste vara direkt bidragande till målsekvensen. Statistik över mål och assist publiceras löpande i serier som Hockeyallsvenskan och SHL.

## Historik
Konceptet med assist introducerades först i Pacific Coast Hockey Association (PCHA). De införde flera innovationer för att göra spelet mer dynamiskt och rättvist, inklusive att kreditera spelare som bidrog till mål, inte bara målskytten.
I National Hockey League (NHL) började man registrera assist redan under första säsongen 1917–18, men till en början tilldelades endast en assist per mål. Under perioden 1930–36 tillät NHL upp till tre assist per mål, men detta ändrades till två assist från 1936–45. Säsongen 1945–46 tilläts endast en assist per mål, men från och med 1946 har regeln om maximalt två assist per mål gällt och är fortfarande i bruk idag.

## Statistik och betydelse
Assist är en viktig del av en spelares totala poängproduktion och används ofta för att bedöma en spelares offensiva förmåga och bidrag till lagspelet. Spelare med hög assistproduktion anses ofta vara skickliga "playmakers".
Det finns en kritik mot att spelare efter matchen "snackar till sig" assistpoäng utan att ha bidragit särskilt mycket till målet. Ishockeynörden och bloggaren Krister Holm kartlade hösten 2022 antalet assist per lag i Hockeyettan och hittade ett lag som hade delat ut dubbelassist på 44 av 45 gjorda mål samt enkelassist på det 45:e. Holm bedömer det som "fullkomligt orimligt".

## Rekordhållare (maj 2025)
- Flest assist i NHL: Wayne Gretzky, 1963 assist.[9]
- Flest assist i NHL under en säsong: Wayne Gretzky, 163 assist säsongen 1985–86.[10]
- Flest assist i SHL – Johan Davidsson, 386 assist.[11]
- Flest assist under en säsong i SHL – Ryan Lasch 2021/2022, 53 assist.[12]
- Flest assist i Liiga – Janne Ojanen 516 assist [13]
- Flest assist under en säsong i Liiga – Kari Jalonen 1986/1987[14]
- Flest assist i SDHL – Emma Nordin 317 assist.[15]
- Flest assist per säsong i SDHL – Lara Stalder 2021/2022 [16]